# Franz Gareis

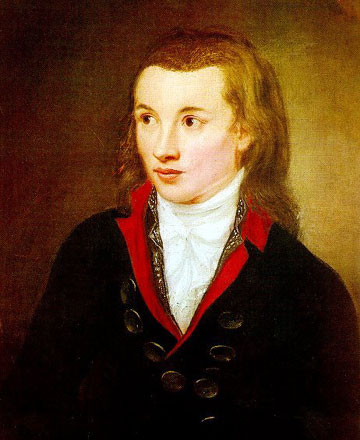
Franz Gareis: Porträt des Dichters Novalis, um 1799

Johann Franz Peter Paul Gareis (* 28. Juni 1775 in Klosterfreiheit bei Ostritz; † 31. Mai 1803 in Rom) war ein deutscher Maler, der hauptsächlich als Porträtist und Zeichner bekannt war.

## Leben
Mit 16 Jahren begann Franz Gareis 1791 sein Studium an der Kunstakademie Dresden. Er war dort Schüler des Direktors Giovanni Battista Casanova, einem Bruder des bekannten Abenteurers Giacomo Casanova. Gareis machte mit Gemälden und Kreidezeichnungen auf sich aufmerksam, die er 1794 zum ersten Mal an der Akademie ausstellte. 1794 war sein Studium beendet und er unternahm eine Bildungsreise über Brandenburg, Danzig bis nach Narwa in Russland und zurück über Memel, Berlin nach Dresden. 1796 bekam er eine Pension von 100 Talern vom Kurfürsten. Durch seine Zeichnungen und Gemälde erlangte Gareis schon in jungen Jahren überregionalen Ruhm, der unter anderem Philipp Otto Runge dazu veranlasste, nach Dresden zu gehen, um bei Gareis seine Fähigkeiten in der Ölmalerei zu verfeinern. Im Jahr 1801 nahmen Gareis und Runge gemeinsam an der Weimarer Preisaufgabe teil. Ab 1798 war Gareis regelmäßig auf Reisen unter anderem in Halle (1798), Leipzig (1799), Wien (1799), Berlin (1800), Paris (1801) bis nach Rom (1803), wo er zahlreiche bürgerliche Porträts schuf. Auf der Italienreise erkrankte er an Fleckfieber und starb in Rom., wo er auf dem protestantischen Friedhof in Rom begraben liegt.
Sein Geburtshaus an der Klosterstraße in Klosterfreiheit im heutigen Ostritzer Stadtteil Marienthal steht unter Denkmalschutz. Auf der dort gegenüberliegenden Straßenseite zweigt der Franz-Gareis-Weg ab.

## Werke
Zu seinen Werken zählen ein Altarbild in der zur Stadt Bogatynia gehörenden Seitendorfer Kirche, Maria Magdalena unter dem Kreuze von 1798, und Orpheus – Klage vor dem Gott der Unterwelt, das er kurz vor seinem Tod zur Kunstausstellung nach Dresden geschickt hatte. Den umfangreichsten Bestand seiner Werke bewahrt das Graphische Kabinett des Kulturhistorischen Museums Görlitz. Auf seiner Bildungsreise nach Russland fertigte Gareis ein Skizzenbuch mit idealisierten volkstümlichen Gestalten an, das sich im Kupferstichkabinett Dresden befindet.

## Familie
Franz Gareis war nicht verheiratet, aber verlobt mit der Sängerin Louise Reichardt (1779–1826), welche er bei seiner Rückkehr heiraten wollte. Louise war die Tochter des Kapellmeisters Johann Friedrich Reichardt.
Sein Bruder Gottlieb († 20. November 1859) starb als königlicher Kammermusiker a. D. in Berlin. Er wurde von Johann Friedrich Reichardt in Halle ausgebildet. Sein zweiter Bruder Joseph Gareis (1778–1844) wurde Bildhauer. Von ihm sind Werke in der Oberlausitz, in Sachsen und Nordböhmen erhalten (vor allem Grabmale). Sein dritter Bruder Anton Johann Gareis (1793–1863) wurde ebenfalls Maler. Er studierte an den Kunstakademien in Dresden sowie Berlin und war von 1822 bis zu seinem Tod in Prag tätig.